# ریچی بیکر (بازیکن فوتبال انگلیسی)
ریچی بیکر (انگلیسی: Richie Baker؛ زادهٔ ۲۹ دسامبر ۱۹۸۷) بازیکن فوتبال اهل بریتانیا است.
از باشگاه‌هایی که در آن بازی کرده‌است می‌توان به باشگاه فوتبال پرستون نورث اند، باشگاه فوتبال فایلد، باشگاه فوتبال استوک‌پورت کانتی، باشگاه فوتبال بری، باشگاه فوتبال بارو، باشگاه فوتبال آکسفورد یونایتد، باشگاه فوتبال منچستر یونایتد، و باشگاه فوتبال تاموورث اشاره کرد.